# 软水劑
软水劑，是可將硬水軟化的物質，例如磷酸鈉、六偏磷酸鈉、胺的醋酸衍生物（EDTA）等。

## 概述
由於肥皂或清潔劑遇到硬水中的鈣鎂離子時，容易拋棄作為親水端的鈉離子，轉而和鈣鎂離子結合，導致新分子不能溶於水，轉而成為水垢，妨害了肥皂或清潔劑的清潔效果。
鈣鎂離子含有2+電荷，較鈉離子容易吸引碳酸鈉等物質中的碳酸鹽離子，使碳酸鈉放出鈉離子，轉而和鈣鎂離子結合，成為碳酸鈣或碳酸鎂，而使鈉離子吸附肥皂或清潔劑分子，增進清潔作用。碳酸鈉除去了鈣鎂等使水變硬的離子，所以碳酸鈉是一種軟水劑。